# Летња универзијада 1987.
Летња Универзијада 1987, позната и као XIV Летња Универзијада, одржана је у Загребу, СР Хрватска, СФР Југославија. У њему су учествовали учесници из 111 земаља и преко 6.000 индивидуалних спортиста и чланова тимова.

## Инфраструктурне промене
Град Загреб је искористио манифестацију за реновирање и ревитализацију града. Главни градски трг (Трг републике) је поплочан каменим блоковима и постао је део пешачке зоне у центру града. Део потока Медвешчак, који је од 1898. године текао испод канализације, откривен је од стране радника. Овај део је формирао Мандушевачку чесму која је такође наткривена 1898. године.

## Маскота
Маскота Летње Универзијаде 1987. је била веверица по имену Заги коју је креирао Недељко Драгић. Становник је загребачких паркова, љубазан и увек добро расположен. Његова ноншалантност и весеље само су параван за марљивост. Увек у покрету и посежући за наизглед немогућим, веверица оличава динамику атлетског подухвата. О њеном поријеклу говори црни шешир, својствен народној ношњи загребачког краја.

## Спортови
- Атлетика (42) (детаљи)
- Кошарка (2) (детаљи)
- Кану (13) (детаљи)
- Роњење (6) (детаљи)
- Мачевање (8) (детаљи)
- Фудбал (1) (детаљи)
- Гимнастика (14) (детаљи)
- Веслање (14) (детаљи)
- Пливање (32) (детаљи)
- Тенис (5) (детаљи)
- Одбојка (2) (детаљи)
- Ватерполо (1) (детаљи)